# Festejo

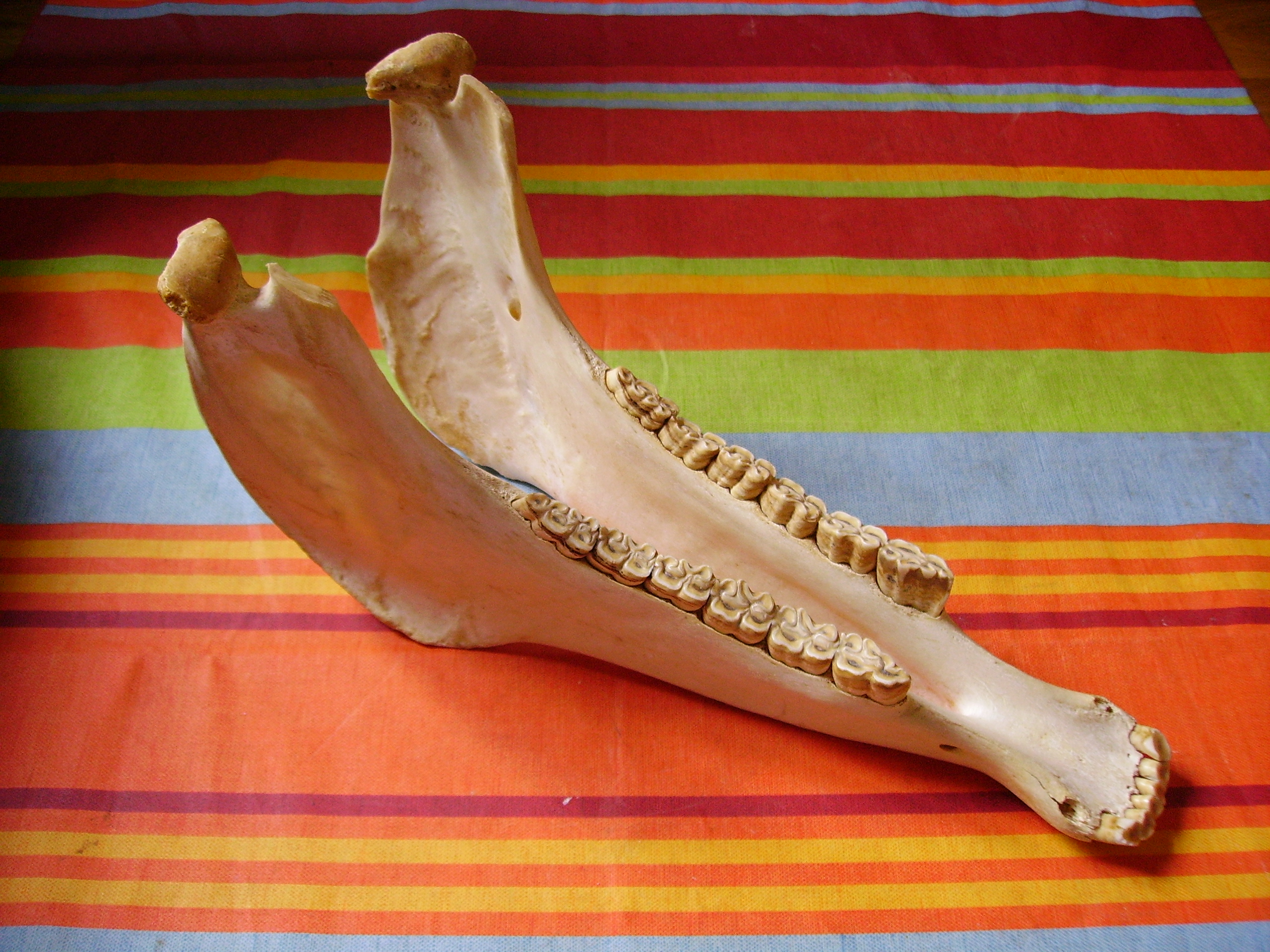
Quijada (Mascella) di asino, strumento tradizionale nel festejo insieme al cajón.

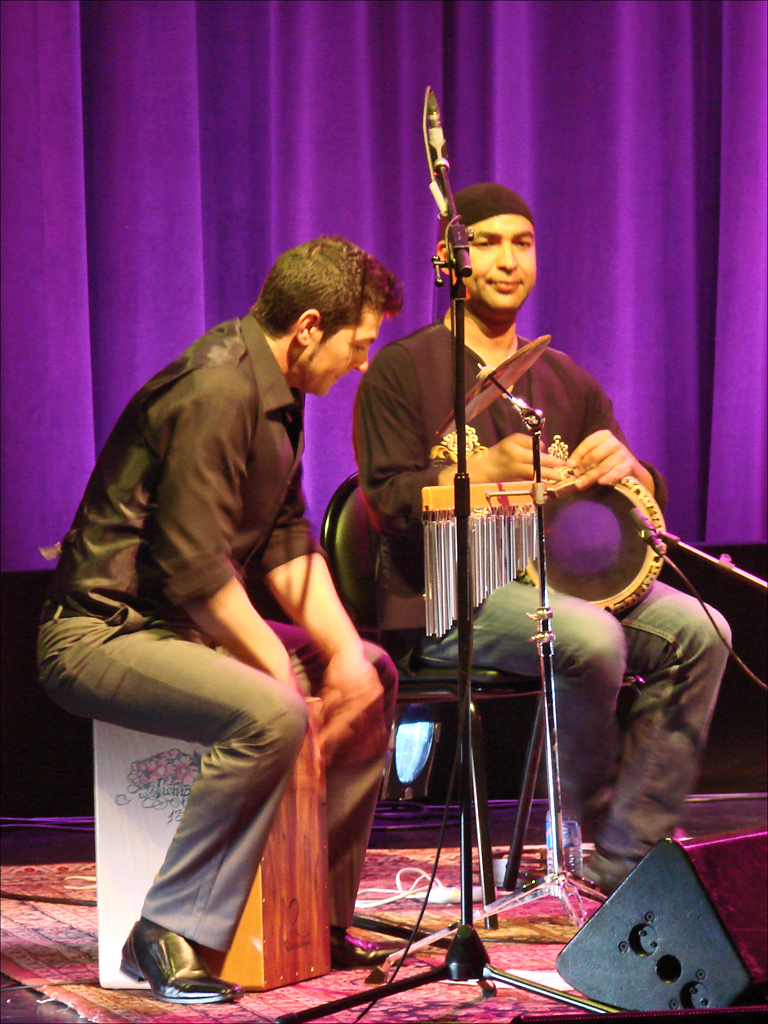
Il cajón, strumento afro-peruviano.

Il festejo è la danza rappresentativa del nero creolo della costa peruviana. Gli strumenti musicali per questa danza devono essere stati in origine tamburi di pelle, che sono stati poi sostituiti con il cajón e le maracas, la quijada (mascella d'asino), aggiungendo chitarra acustica e canto.

## Storia
Il festejo fu creato dagli africani che erano stati portati in Perù (Congo, Angola e Mozambico) durante il XVII secolo dai conquistatori spagnoli per svolgere lavori agricoli, sebbene il vero obiettivo fosse quello di lavorare nelle miniere grazie al loro fisico robusto.
Tuttavia il clima freddo della sierra era nocivo per loro, relegandoli al lavoro nei campi ed al lavoro domestico. Per questo motivo, le loro canzoni narravano le usanze, le gioie, i dolori e le sofferenze della razza nera di allora.

## Musica
La base di ogni festejo è il ritmo, che si ottiene attraverso una serie di melodie sul cajón peruviano e sulla quijada dell'asino, oltre a cajita, congas e bongo.
Sono caratteristici i passaggi ripetuti dopo periodi di quattro o otto misure e il ritornello corale della fuga. È possibile che originariamente fosse una danza da solista maschile, che improvvisava passi acrobatici e contorsioni con tutta la libertà di spirito e senza alcuna regola coreografica. Si può osservare nella sua forma più tradizionale tra la gente di San Luis de Cañete e di El Carmen.

## Coreografia
Il festejo è un tipico ritmo erotico-festivo rappresentativo dell'incrocio nero peruviano, che è ancora attuale a Lima e Ica. Si balla durante feste popolari e incontri sociali, eseguito da coppie di solito giovani con un ritmo pieno di virilità, giovinezza e vigore. I testi sono di solito festosi e il loro ritmo e l'orchestra sono composti da chitarra, cajón, quijada e battiti di mani.
I gesti, i movimenti delle braccia, i contorni dei fianchi, i movimenti delle gonne, sono gli elementi che immediatamente distinguono il festejo di un'altra danza, completandosi naturalmente con il processo di innamoramento che le coppie hanno proposto.

## Abbigliamento
Alcuni gruppi usano gli abiti tipici degli schiavi neri nei quali si apprezza la forte influenza africana, mentre altri usano i costumi propri del XIX secolo, composti da una camicia e pantaloni con un laccetto sullo stivale e un fazzoletto in vita, camicie a maniche larghe e gilet.
Le donne usano un fazzoletto legato alla testa, un vestito o una gonna colorata e lunghi sottogonna bianchi.

## Al giorno d'oggi
Attualmente in Perù si balla molto il festejo, a causa dell'orgoglio del Cañetano, per il quale il luogo dove si balla maggiormente il festejo è a 
Cañete.